# Galeus arae
Galeus arae és una espècie de peix de la família dels esciliorrínids i de l'ordre dels carcariniformes.

## Morfologia
- Els mascles poden assolir 36 cm de longitud total.[1][2]

## Reproducció
És ovovivípar.

## Hàbitat
És un peix marí que viu entre 250-750 m de fondària.

## Distribució geogràfica
Es troba des de Carolina del Sud fins a Florida, el nord del Golf de Mèxic i la costa del Carib entre Belize i Nicaragua.